# Lodovico Rizzi
Lodovico Rizzi (20. února 1859 Pula – 1. března 1945 Pula) byl rakouský právník a politik italské národnosti z Istrie, na přelomu 19. a 20. století poslanec Říšské rady, počátkem 20. století zemský hejtman Istrie a dvojnásobný starosta rodné Puly.

## Biografie
Jeho otec Nicolò Rizzi (1818–1898) býval starostou Puly. Lodovico navštěvoval v letech 1869–1877 gymnázium v Koperu, kde vynikal jako nadaný student. Pak studoval práva na Vídeňské univerzitě, kde získal titul doktora práv. Byl veřejně a politicky aktivní. V období let 1889–1904 zastával úřad starosty Puly. Za jeho úřadování došlo k zřízení telefonní ústředny, kanalizace, veřejného osvětlení a zavedení tramvajové dopravy. Byl členem mnoha spolků. Od 21. září 1904 až do 3. března 1916 působil ve funkci zemského hejtmana Istrie, tedy předsedy sněmu a nejvyššího představitele zemské samosprávy. Poslancem Istrijského zemského sněmu byl od roku 1894 nepřetržitě až do jeho rozpuštění roku 1916. Za své veřejné zásluhy mu byl udělen rytířský titul.
Do politických úřadů se vrátil i po zániku Rakouska-Uherska. V letech 1923–1926 byl opět starostou Puly (oficiálně prefekturní komisař). Pak se stáhl z politiky a působil jako prezident místní spořitelny, na jejímž založení se podílel. Zbytek života strávil na odpočinku ve vile Maria na předměstí Puly. Zde zemřel koncem druhé světové války.
Působil i jako poslanec Říšské rady (celostátního parlamentu Předlitavska), kam usedl v doplňovacích volbách roku 1889 za kurii městskou a obchodních a živnostenských komor v Istrii, obvod Poreč, Koper atd./Rovinj. Nastoupil 4. května 1889 místo zesnulého Francesca Viduliche. Mandát obhájil v řádných volbách roku 1891. Složil slib 13. dubna 1891. Opětovně uspěl i ve volbách roku 1897 za městskou kurii, obvod Poreč, Koper atd. Ve volbách roku 1901 byl zvolen za kurii venkovských obcí, obvod Poreč, Koper, Dignano atd. Mandát získal i ve volbách roku 1907, konaných poprvé podle všeobecného a rovného volebního práva, nyní za obvod Istrie 03. Znovu zde byl zvolen i ve volbách roku 1911. Ve volebním období 1885–1891 se uvádí jako Dr. Ludwig Rizzi, statkář, bytem Pula.
Na Říšské radě se po volbách v roce 1891 uvádí jako člen centristického Coroniniho klubu. Ve volbách roku 1897 se zmiňuje jako italský liberální kandidát. Je zachycen na fotografii, publikované v květnu 1906 (ovšem pořízené cca v roce 1904), mezi 18 členy poslaneckého klubu Italské sjednocení (Italienische Vereinigung) na Říšské radě. Po volbách roku 1907 a 1911 zasedal v poslaneckém Klubu liberálních Italů.